# Ягодолюб
Ягодолюб (Carpornis) — рід горобцеподібних птахів родини котингових (Cotingidae). Представники цього роду є ендеміками Бразилії. Рід Carpornis є сестринським по відношенню до роду Оливкова пига (Snowornis).

## Види
Виділяють два види:
- Ягодолюб жовточеревий (Carpornis cucullata)
- Ягодолюб червоноокий (Carpornis melanocephala)

## Етимологія
Наукова назва роду Carpornis походить від сполучення слів дав.-гр. καρπος — плід і ορνις — птах.